# 1819 w sztukach plastycznych

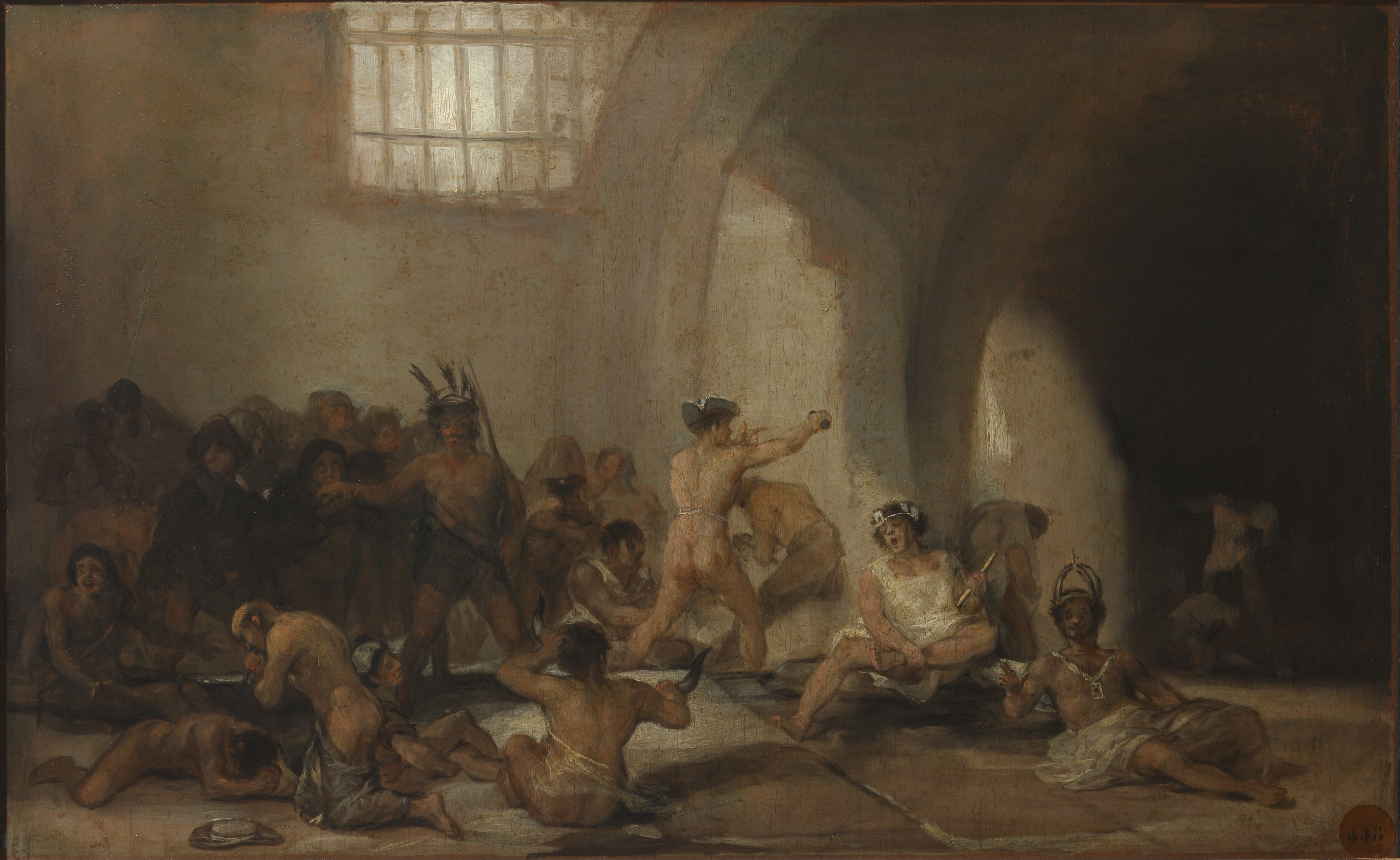
Francisco Goya – Dom wariatów

Wydarzenia w sztukach plastycznych i wizualnych w 1819 roku.

## Dzieła
- Francisco Goya

Dom wariatów (1815–1819)
Walka byków w miasteczku (1815-1819)

## Urodzeni
- 8 lutego - John Ruskin (zm. 1900), angielski krytyk sztuki, pisarz i poeta
- 3 czerwca - Johan Barthold Jongkind (zm. 1891), holenderski malarz i grafik uważany za prekursora impresjonizmu
- 10 czerwca - Gustave Courbet (zm. 1877), francuski malarz
- 28 czerwca - Henri Harpignies (zm. 1916), francuski malarz i grafik
- 11 sierpnia - Martin Johnson Heade (zm. 1904), amerykański malarz
- 20 września - Théodore Chassériau (zm. 1856), francuski malarz

## Zmarli
- 16 lutego - Pierre-Henri de Valenciennes (ur. 1750), francuski malarz
- 25 sierpnia - Paolo Borroni (ur. 1749), włoski malarz